# Antipositivismus
Der Antipositivismus ist in der Sozialwissenschaft die Ansicht, dass der Empirismus und die wissenschaftlichen Methoden in der Entwicklung der Gesellschaftstheorie und der Empirischen Sozialforschung abgelehnt werden müssen. Als antipositivistisch werden in den Sozialwissenschaften auch Forschungsmethoden bezeichnet, die ausdrücklich eine qualitative Ergänzung quantitativer Erhebungen fordern.

In der Rechtsphilosophie werden Positionen als antipositivistisch bezeichnet, die an das Naturrecht oder das Vernunftrecht anknüpfen und einen Rechtspositivismus ablehnen.
Im Weimarer Richtungs- und Methodenstreit sah sich H. Kelsens R[echtspositivismus] einer stark antipositivistischen, überwiegend auch republikkritisch ausgerichteten Grundstimmung (Heinrich Triepel, Erich Kaufmann, Rudolf Smend, Carl Schmitt, Hermann Heller) gegenüber.
Philosophische Positionen des Antipositivismus sind zum Beispiel Idealismus, Phänomenologie oder Kritischer Rationalismus. 
In der Psychologie kennzeichnet Antipositivismus die Auffassung, dass es empirisch nicht fassbare Bewusstseinsebenen gibt, wie sie zum Beispiel in der Entgegensetzung von Dr. Jekyll and Mr. Hyde zum Ausdruck kommen.

## Vertreter des Antipositivismus
- Max Weber
- Ferdinand Tönnies
- Carl Schmitt